# Tomasz Marcjan Grabowski
Tomasz Marcjan Grabowski herbu Oksza (zm. w sierpniu 1771) – generał lejtnant wojsk Wielkiego Księstwa Litewskiego, generał major armii Wielkiego Księstwa Litewskiego w latach 1755–1758, starosta dudzki w latach 1746–1750, konsyliarz konfederacji słuckiej w 1767 roku, 
Syn starosty wisztynieckiego Stefana Grabowskiego i Teodory ze Stryjeńskich. Z małżeństwa z Anna Różycką herbu Rola miał synów: Zygmunta Ksawerego i Stefana.
Władał majątkami Teolin i Charaszkowszczyzna. Był także dziedzicem Ostaszyna.